# Buers
Les Buers, ou Buërs, est un quartier de Villeurbanne, ville du département du Rhône, en France.

## Histoire
Le quartier est au XVIIe siècle composé essentiellement de terres agricoles. Le quartier tient son nom de la famille Büer, et plus précisément de Benoit Buër, propriétaire terrien qui a possédé et exploité la première ferme installée dans le secteur. Benoit Buër, répertorié dans le cadastre parcellaire de 1698, est affranchi du paiement de la Taille.
De cette famille est notamment issu Jacques Lubin Buer (1812-1890), vétérinaire et maire de Villeurbanne de 1871 à 1873.
Une partie de Buers, autour de place des Retrouvailles au sud et de Pranard au nord, est classée quartier prioritaire, avec 2 401 habitats en 2020 pour un taux de pauvreté de 53 % (soit moins de 60 % du niveau de vie médian des Français).